# 스티븐 마티니
스티븐 마티니(Steven Martini, 1975년 6월 17일 ~ )는 미국의 배우, 각본가이다.
뉴욕에서 태어났다.

## 영화
- 더 커즈 오브 다우너즈 그로브 (2014년)
- 루이스 (2010년)
- 라임라이프 (2008년)
- 디시 독스 (2000년)
- 쫄병 길들이기 (1995년)